# Ann Pouder
Ann Alexander Pouder (Londres, 8 de abril de 1807 – Baltimore, 10 de julho de 1917) foi uma das primeiras pessoas centenárias a conseguir provar que ultrapassou a idade de 110 anos, tendo falecido aos 110 anos e 93 dias. A sua alegação de extrema validade foi provada como verdadeira por Alexander Graham Bell.
Ann emigrou com a sua família aos 12 anos de idade para os Estados Unidos, tendo vivido em Baltimore nos restantes 98 anos da sua vida. Casou-se com o cidadão nepalês Alexander Pouder e enviuvou cedo, não tendo quaisquer filhos. Passou os últimos tempos da sua vida acamada, cega e quase surda, contudo preservava-se lúcida.